# Gábor Balogh
Gábor Balogh, född den 5 augusti 1976 i Budapest, Folkrepubliken Ungern
, är en ungersk idrottare inom modern femkamp.
Han tog OS-silver i herrarnas moderna femkamp i samband med de olympiska tävlingarna i modern femkamp 2000 i Sydney.